# Hannover (stad)
Hannover is de hoofdstad van de Duitse deelstaat Nedersaksen. De stad ligt aan de Leine. Bestuurlijk is Hannover een kreisfreie Stadt.
De stad telt 520.290 inwoners (31-12-2023) op een oppervlakte van 204,30 km². Op 31 december 2020 had 21% van de inwoners een niet-Duits staatsburgerschap (112.125 niet-Duitsers) en hadden 660 inwoners het Nederlandse staatsburgerschap.

## Geschiedenis
Hannover ontstond in de middeleeuwen uit het aan de oever van de Leine gelegen dorp Honovere. Reeds in het jaar 1000 was hier een marktplaats. Hannover kreeg in 1241 stadsrechten. De stad beleefde een eerste bloeitijd in de 14e eeuw en werd in 1636 de residentie van hertog George van Brunswijk-Calenberg. Dit bracht de stad gedurende tachtig jaar tot verdere bloei. Uit deze periode stammen het stadskasteel, de zomerresidentie Herrenhausen, en de Opera. Toen keurvorst George Lodewijk in 1714 de Britse troon besteeg als George I, verloor de adel in Hannover aan invloed.
In 1866 dwong Pruisen het koninkrijk Hannover tot overgave. De stad werd toen hoofdstad van een Pruisische provincie. Tijdens de Tweede Wereldoorlog werd Hannover grotendeels verwoest. Ter herinnering werd de ruïne van de Aegidienkerk niet meer opgebouwd. Na de oorlog werd Hannover bekend als bevorderaar van moderne kunst en architectuur, al werden er ook enkele oude gebouwen gereconstrueerd.

## Bestuurlijke indeling

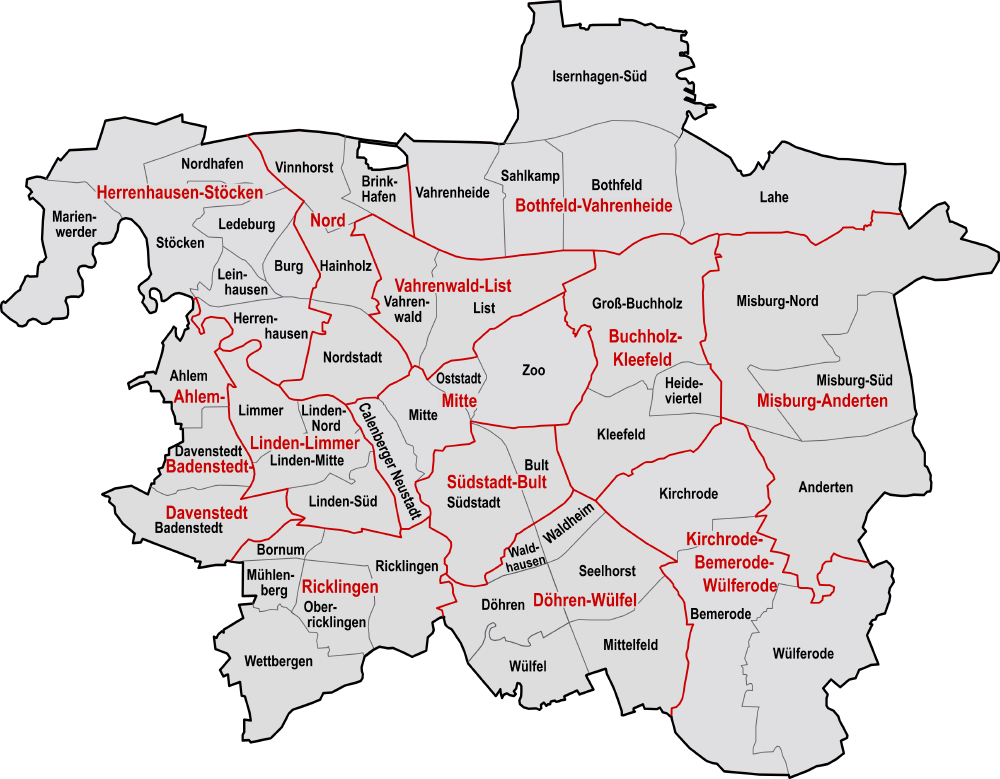
De 13 stadsdistricten van Hannover
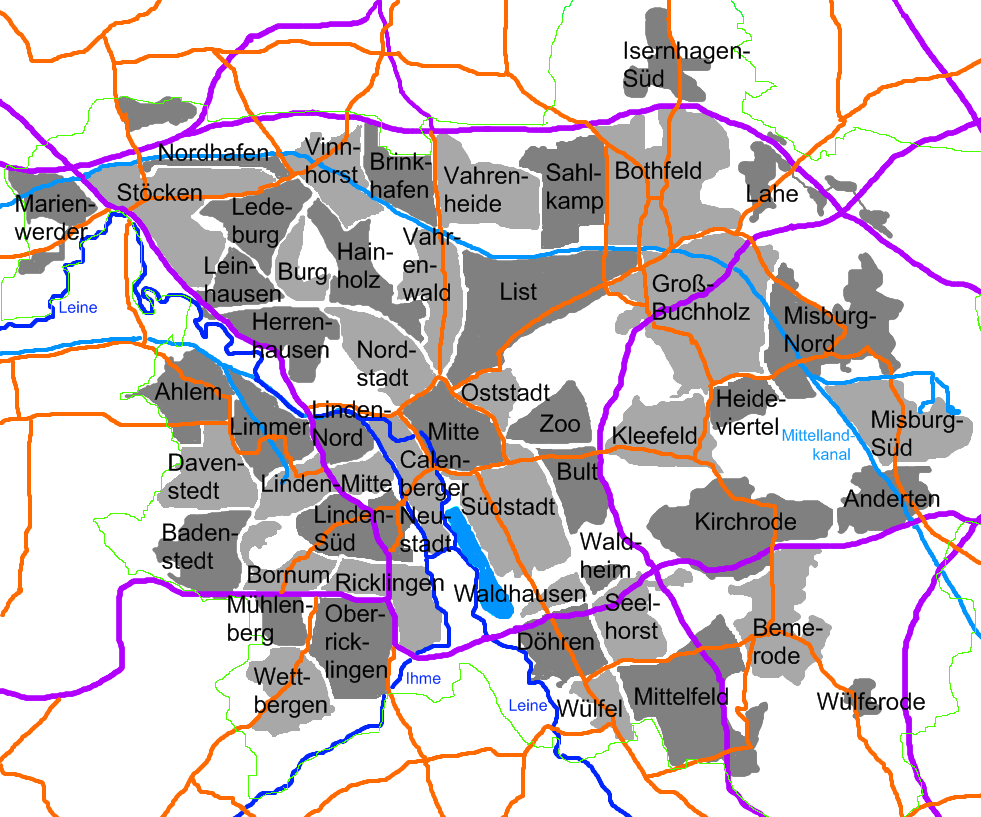
Kaart van Hannover met de stadsdelen

Hannover is in 13 stadsdistricten (Stadtbezirke) en 51 stadsdelen (Stadtteile) onderverdeeld. De stadsdistricten met bijbehorende stadsdelen zijn:
- Mitte: Calenberger Neustadt, Mitte, Oststadt en Zoo
- Vahrenwald-List: Vahrenwald en List
- Bothfeld-Vahrenheide: Bothfeld, Sahlkamp, Vahrenheide, Isernhagen-Süd en Lahe
- Buchholz-Kleefeld: Groß-Buchholz, Kleefeld en Heideviertel
- Misburg-Anderten: Misburg-Nord, Misburg-Süd en Anderten
- Kirchrode-Bemerode-Wülferode: Kirchrode, Bemerode en Wülferode
- Südstadt-Bult: Südstadt en Bult
- Döhren-Wülfel: Döhren, Mittelfeld, Seelhorst, Waldhausen, Waldheim en Wülfel
- Ricklingen: Bornum, Mühlenberg, Oberricklingen, Ricklingen en Wettbergen
- Linden-Limmer: Limmer, Linden-Nord, Linden-Mitte en Linden-Süd
- Ahlem-Badenstedt-Davenstedt: Ahlem, Badenstedt en Davenstedt
- Herrenhausen-Stöcken: Burg, Herrenhausen, Ledeburg, Leinhausen, Marienwerder, Nordhafen en Stöcken
- Nord: Nordstadt, Hainholz, Vinnhorst en Brink-Hafen

## Economie
Hannover kent belangrijke jaarbeurzen. Zo wordt hier elk voorjaar de grootste computerbeurs ter wereld gehouden, de CeBIT, en ook de Hannover Messe. In 2000 vond hier de wereldtentoonstelling Expo 2000 plaats. Diverse bedrijven zijn in Hannover gevestigd, zoals de bandenfabrikant Continental AG, de vrachtwagendivisie van Volkswagen, Bahlsen (levensmiddelen) en Varta (accu's). Hannover is ook een belangrijk dienstencentrum, waar veel banken (Nord LB) en verzekeringsbedrijven (Hannover Re, HDI, VHV) zijn gevestigd en de reisorganisatie Touristik-Unternehmen (TUI).

### Aandelenbelangen stad Hannover
De stad Hannover heeft een aandelenbelang van 49,871% in de Deutsche Messe AG. De Deutsche Messe AG (opgericht in 1947) is de eigenaar van het evenementencomplex van Hannover, dat wereldwijd een van de grootste van zijn soort is. Het wordt gebruikt voor beurzen, congressen en andere grootschalige bijeenkomsten. De rest van de aandelen zijn in handen van de Hannoversche Beteiligungsgesellschaft Niedersachsen mbH als 100% dochteronderneming van de deelstaat Nedersaksen (50,00% belang) en de Regio Hannover (0,129% belang).
De stad Hannover daarnaast heeft een aandelenbelang van 35% in de Flughafen Hannover-Langenhagen GmbH. De Flughafen Hannover-Langenhagen GmbH, is een vliegveld ongeveer 11 kilometer ten noorden van Hannover, Nedersaksen nabij de plaats Langenhagen. Het is het op 9 na grootste vliegveld van Duitsland. De rest van de aandelen zijn in handen van de Hannoversche Beteiligungsgesellschaft Niedersachsen mbH als 100% dochteronderneming van de deelstaat Nedersaksen (35% belang) en de iCON Flughafen GmbH (30% belang).

## Cultuur

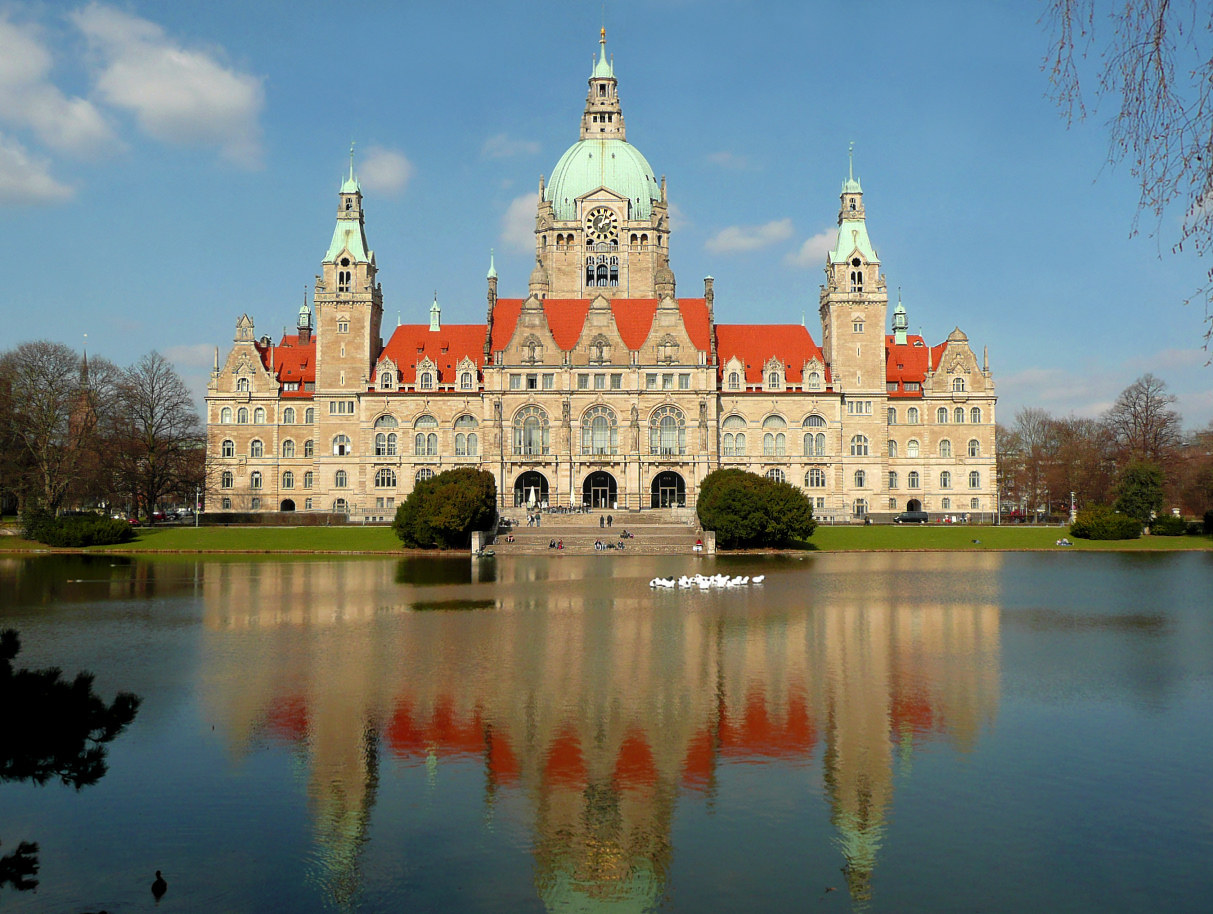
Het nieuwe stadhuis (gebouwd in 1901)

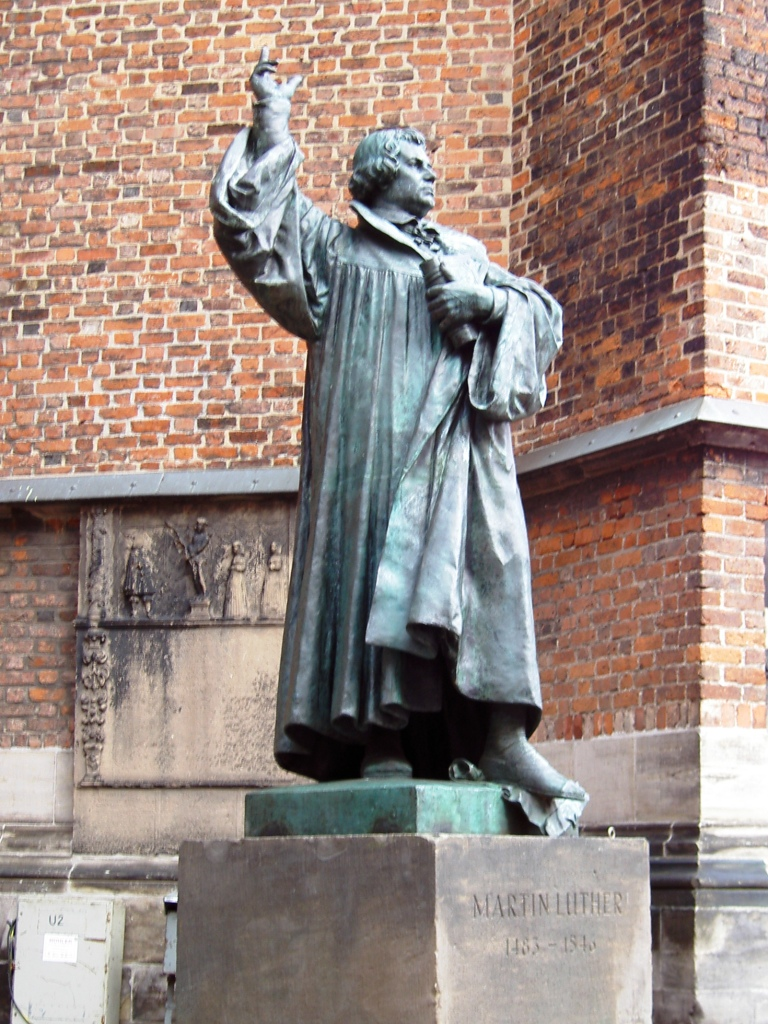
Standbeeld van Maarten Luther bij de Marktkirche

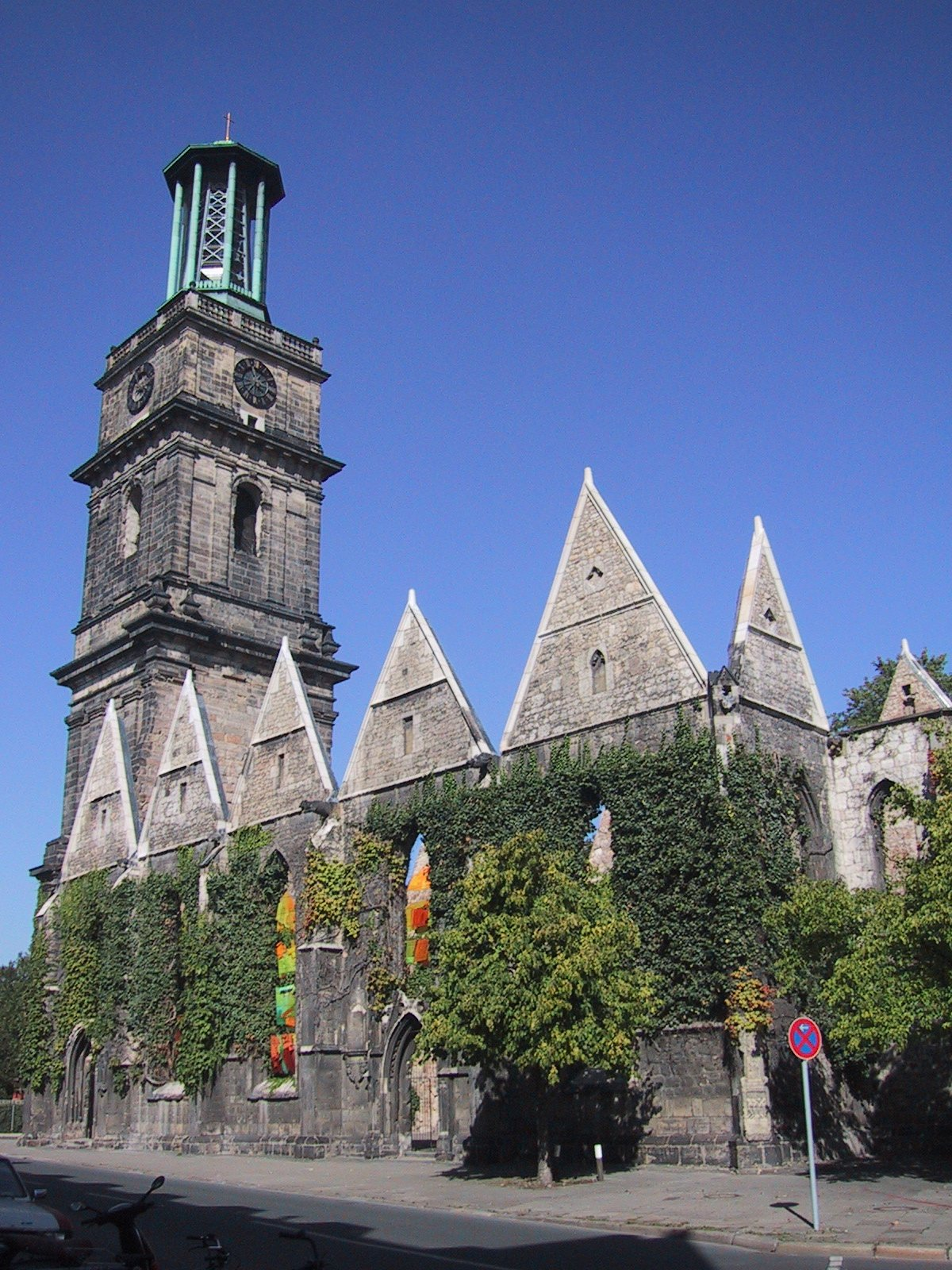
De Aegidienkirche (Aegidiuskerk)

In de binnenstad van Hannover is een 4,2 kilometer lange rondwandeling uitgezet langs de 36 bezienswaardigheden. Het betreffen vooral plekken met een bijzondere historie of architectuur. De route is in het plaveisel gemarkeerd met een rode lijn en staat dan ook wel bekend als Roter Faden ("rode draad").

### Bezienswaardigheden
- Neues Rathaus (stadhuis)
- Anzeiger-Hochhaus van Fritz Höger, de oudste Duitse wolkenkrabber
- Frank Gehry-toren
- Herrenhäuser Gärten, een van de best bewaard gebleven baroktuinen van Europa
- Holzmarkt (Houtmarkt), met het Leibnizhuis
- Leineslot (parlementsgebouw van de Landdag van Nedersaksen)
- Oever van de Leine met de "Nana's" van Niki de Saint Phalle
- Diverse stadsparken
- De HDI-Arena, thuishaven van voetbalclub Hannover 96
- Zoo Hannover

#### Kerken
- Marktkirche Sankt Georgii et Jacobi-kerk, daterend uit de 14de eeuw, gebouwd in Noord-Duitse baksteengotiek
- Basiliek van Sint Clemens, gebouwd in de 18de eeuw
- Christuskerk, gebouwd tussen 1859 en 1864 in neogotiek, door Conrad Wilhelm Hase, als residentiekerk van George V
- Kreuzkirche (Kruiskerk)
- Sint-Mariakerk (Hannover-Hainholz)
- Ruïne van de Aegidienkirche
- Ruïne van de Nicolaaskapel

#### Musea
- Blindenmuseum Hannover
- Niedersächsisches Landesmuseum
- Sprengel-Museum
- Wilhelm-Busch-Museum/Deutsche Museum für Karikatur und Kritische Grafik

Het Kestner Museum bevat een verzameling Egyptische, Griekse en Romeinse oudheden. De Egyptische afdeling bevat een buste van farao Echnaton.

### Evenementen
- CeBIT
- Hannover Messe

### Sport
Hannover 96 is de professionele voetbalclub van Hannover en is tweevoudig Duits landskampioen. Hannover 96 speelt zijn wedstrijden in de HDI-Arena. Met het stadion, dat ook bekend staat onder de oude naam Niedersachsenstadion, was Hannover speelstad tijdens het WK voetbal van 1974 en 2006 en het EK voetbal van 1988.
Hannover was in 2001 gastheer van het WK ijshockey.

## Verkeer en vervoer

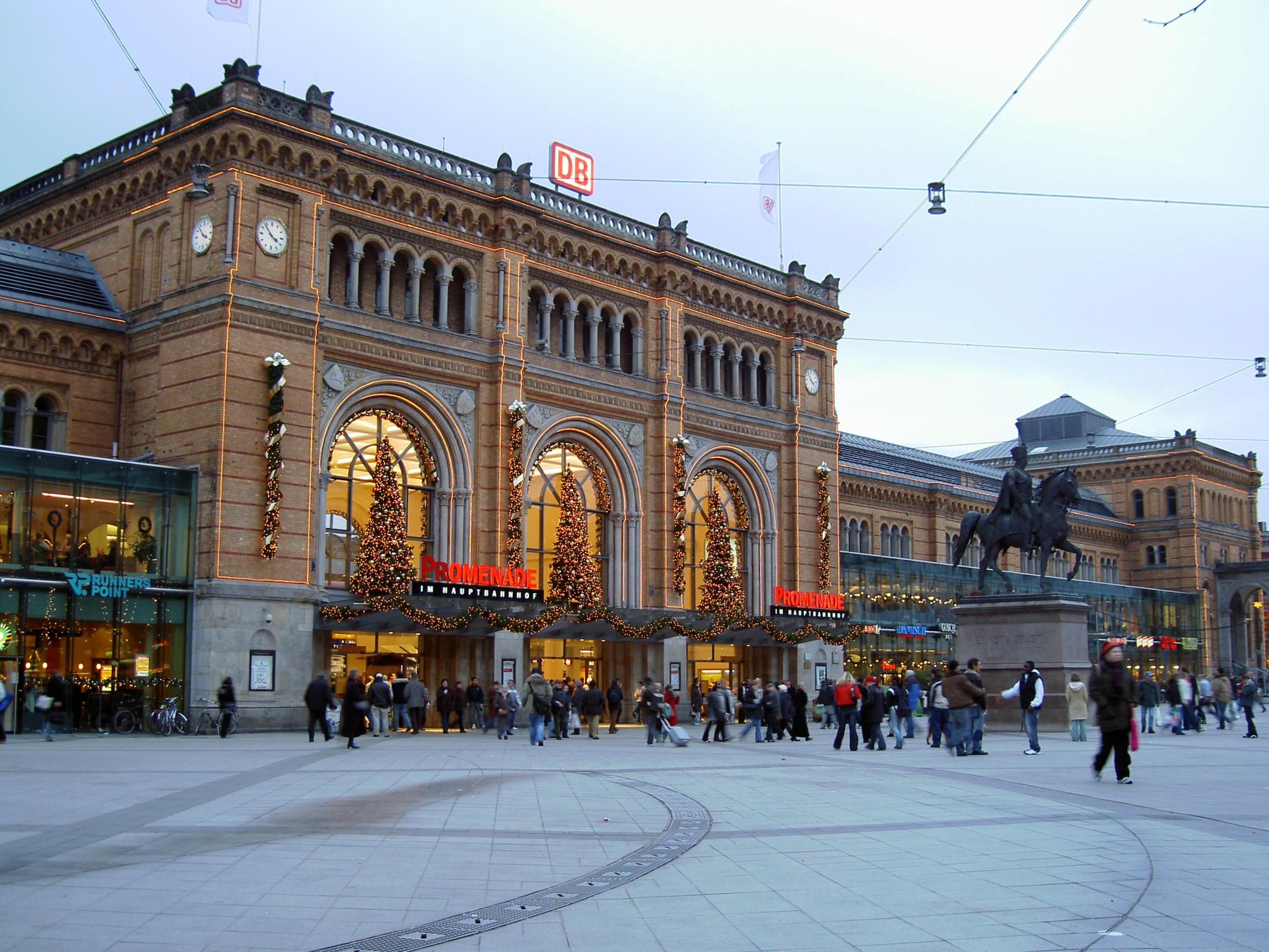
Hannover Hauptbahnhof

Hannover is een van de verkeersknooppunten van Duitsland, met veel spoorweg- en autosnelwegverbindingen. Hannover bezit een modern openbaarvervoersysteem, dat naast busdiensten bestaat uit een trambedrijf en S-Bahn. Bus en tram worden geëxploiteerd door het lokale openbaarvervoerbedrijf Üstra; de S-Bahn door de Duitse spoorwegen (DB). Het belangrijkste station van Hannover is het Hauptbahnhof.
Hannover heeft vier binnenhavens aan het Mittellandkanaal en een luchthaven (Hannover-Langenhagen).

## Wetenschap en technologie
Hannover is zetel van in totaal negen universiteiten, hogescholen en soortgelijke wetenschappelijke en hoger-onderwijsinstellingen. De belangrijkste hiervan zijn:
- De Leibniz-Universiteit Hannover (Duitse officiële naam: Gottfried Wilhelm Leibniz Universität Hannover) is gesitueerd in de wijk Nordstadt. Belangrijke faculteiten hiervan zijn ook in de voorstad Garbsen gehuisvest. Als technische hogeschool gesticht in 1831.
- De Geneeskundige Hogeschool (Medizinische Hochschule Hannover, (MHH)) werd in 1965 gesticht naar Amerikaans model. De opleidingen zijn in 4 sectoren gesplitst. De MHH werkt samen met het neurowetenschappelijk researchinstituut International Neuroscience Institute.
- De in 1778 als school voor paardenartsen opgerichte hogeschool voor diergeneeskunde (Tierärztliche Hochschule); één der oudste in zijn soort in Europa.
- De Hochschule für Musik, Theater und Medien Hannover (muziek, toneel, journalistiek) heeft een apart researchinstituut voor Joodse muziek (Europäisches Zentrum für Jüdische Musik).
- De Hochschule Hannover is een HBO-opleiding voor de meest uiteenlopende disciplines.
- De Leibniz Akademie en de Leibniz-Fachhochschule zijn twee in hetzelfde gebouw gevestigde opleidingsinstituten op het gebied van bedrijfswetenschappen zoals economie, management e.d.

## Media
In Hannover verschijnen twee regionale dagbladen, de Hannoversche Allgemeine Zeitung en de Neue Presse. Beide worden uitgegeven door uitgeverij Madsack. Erich Madsack was in 1949 de oprichter van de Hannoversche Allgemeine Zeitung, waarvan de voorloper, de Hannoverscher Anzeiger, in 1893 door zijn vader August Madsack was opgericht. In het Anzeiger-Hochhaus, waar de krant tot 1974 was gevestigd, werden in 1947 het weekblad Der Spiegel en een jaar later het blad Stern opgericht.

## Bevolkingsontwikkeling

Bevolkingsontwikkeling van Hannover met geslagsverdeling vanaf 1968

| Datum      |               | Inwoners |        | Buitenlanders | Buitenlanders | Buitenlanders | Buitenlanders |
| Datum      | Totaal        | Inwoners | %      |               | Nederlanders  |               |               |
| ---------- | ------------- | -------- | ------ | ------------- | ------------- | ------------- | ------------- |
| 31.12.2022 |               | 545.045  |        |               |               |               |               |
| 31.12.2021 | 535.932       | 115.925  | 21,63% | 700           |               |               |               |
| 31.12.2020 | 534.049       | 112.125  | 21%    | 660           |               |               |               |
| 31.12.2019 | 536.925       | 113.440  | 21,13% | 675           |               |               |               |
| 31.12.2018 | 538.068       | 111.255  | 20,68% | 680           |               |               |               |
| 31.12.2017 | 535.061       | 107.965  | 20,18% | 680           |               |               |               |
| 31.12.2016 | 532.864       | 104.465  | 19,6%  | 670           |               |               |               |
| 31.12.2015 | 532.163       | 97.357   | 18,29% | 630           |               |               |               |
| 31.12.2014 | 523.642       | 88.541   | 16,91% | 575           |               |               |               |
| 31.12.2013 | 518.386       | 82.727   | 15,96% | 549           |               |               |               |
| 31.12.2012 | 514.137       | 78.442   | 15,26% | 506           |               |               |               |
| 31.12.2011 | 509.485       | 75.793   | 14,88% | 485           |               |               |               |
| 31.12.2010 | 522.686       | 73.448   | 14,05% | 475           |               |               |               |
| 31.12.2009 | 520.966       | 73.483   | 14,11% | 457           |               |               |               |
| 31.12.2008 | 519.619       | 74.111   | 14,26% | 472           |               |               |               |
| 31.12.2007 | 518.069       | 74.977   | 14,47% | 488           |               |               |               |
| 31.12.2006 | 516.343       | 74.898   | 14,51% | 474           |               |               |               |
| 31.12.2005 | 515.729       | 75.016   | 14,55% | 464           |               |               |               |
| 31.12.2004 | 515.841       | 75.152   | 14,57% | 462           |               |               |               |
| 31.12.2003 | 516.160       | 85.476   | 16,56% | 541           |               |               |               |
| 31.12.2002 | 517.310       | 86.897   | 16,8%  | 539           |               |               |               |
| 31.12.2001 | 516.415       | 85.224   | 16,5%  | 556           |               |               |               |
| 31.12.2000 | 515.001       | 84.161   | 16,34% | 556           |               |               |               |
| 31.12.1999 | 514.718       | 83.675   | 16,26% | 568           |               |               |               |
| 31.12.1998 | 516.157       | 83.253   | 16,13% | 615           |               |               |               |
| 31.12.1997 | 520.670       | 84.355   | 16,2%  | 634           |               |               |               |
| 31.12.1996 | 522.574       | 82.858   | 15,86% | 626           |               |               |               |
| 31.12.1995 | 523.147       | 78.011   | 14,91% | 618           |               |               |               |
| 31.12.1994 | 525.763       | 72.157   | 13,72% | 603           |               |               |               |
| 31.12.1993 | 524.823       | 70.704   | 13,47% | 574           |               |               |               |
| 31.12.1992 | 523.627       | 64.573   | 12,33% | 503           |               |               |               |
| 31.12.1991 | 517.476       | 59.603   | 11,52% | 460           |               |               |               |
| 31.12.1990 | 513.010       | 57.052   | 11,12% | 442           |               |               |               |
| 31.12.1989 | 505.872       |          |        |               |               |               |               |
| 31.12.1988 | 498.495       |          |        |               |               |               |               |
| 31.12.1987 | 495.867       | 53.319   | 10,75% |               |               |               |               |
| 31.12.1986 | 505.718       | 52.382   | 10,36% |               |               |               |               |
| 31.12.1985 | 508.298       | 51.141   | 10,06% |               |               |               |               |
| 31.12.1984 | 514.010       | 51.034   | 9,93%  |               |               |               |               |
| 31.12.1983 | 523.033       | 53.001   | 10,13% |               |               |               |               |
| 31.12.1982 | 526.253       | 54.237   | 10,31% |               |               |               |               |
| 31.12.1981 | 531.319       | 54.540   | 10,27% |               |               |               |               |
| 31.12.1980 | 534.623       | 51.820   | 9,69%  |               |               |               |               |
| 31.12.1979 | 535.854       | 46.989   | 8,77%  |               |               |               |               |
| 31.12.1978 | 538.243       | 44.993   | 8,36%  |               |               |               |               |
| 31.12.1977 | 542.134       |          |        |               |               |               |               |
| 31.12.1976 | 547.077       |          |        |               |               |               |               |
| 31.12.1975 | 552.955       |          |        |               |               |               |               |
| 31.12.1974 | 562.856       |          |        |               |               |               |               |
| 31.12.1973 | 569.722       |          |        |               |               |               |               |
| 31.12.1972 | 575.044       |          |        |               |               |               |               |
| 31.12.1971 | 578.459       |          |        |               |               |               |               |
| 31.12.1970 | 580.555       |          |        |               |               |               |               |
| 31.12.1969 | 575.705       |          |        |               |               |               |               |
| 31.12.1968 | 577.204       |          |        |               |               |               |               |
| Datum      |               | Inwoners |        | Totaal        | %             |               | Nederlanders  |
| Datum      | Buitenlanders | Inwoners |        |               |               |               |               |

1. 1 2  Vanwege geheimhoudingsredenen (§ 16 Bundesstatistikgesetz) worden de statistieken van buitenlanders vanaf 2016 alleen nog maar afgerond weergegeven (veelvoud van vijf).

## Stedenbanden
- Bristol (Verenigd Koninkrijk), sinds 1947
- Perpignan (Frankrijk), sinds 1960
- Rouen (Frankrijk), sinds 1966
- Blantyre (Malawi), sinds 1968
- Utrecht (Nederland), van 1970 tot 1976 (in 1976 door de Utrechtse gemeenteraad beëindigd)
- Poznań (Polen), sinds 1979
- Hiroshima (Japan), sinds 1983
- Leipzig (Duitsland), sinds 1987

## Bekende Hannoveranen

### Geboren
- Melchior Schildt (1592/1593-1667), organist en componist
- George I van Groot-Brittannië (1660-1737), koning van Groot-Brittannië en Ierland en keurvorst van Hannover
- Amalia Wilhelmina van Brunswijk-Lüneburg (1673-1742), koningin- en keizerin-gemalin van het Heilige Roomse Rijk
- George II van Groot-Brittannië (1683-1760), koning van Groot-Brittannië en Ierland en keurvorst van Hannover
- Sophia Dorothea van Hannover (1687-1757), koningin-gemalin van Pruisen
- William Herschel (1738-1822), Duits-Brits componist, organist en astronoom
- Caroline Herschel (1750-1848), Duits-Brits astronome en zangeres
- August Wilhelm von Schlegel (1767-1845), literatuurcriticus
- Friedrich von Schlegel (1772-1829), letterkundige, literair theoreticus, dichter, filosoof en vertaler
- Samuel Berenstein (1773-1838), opperrabbijn van Amsterdam
- Louise van Mecklenburg-Strelitz (1776-1810), hertogin van Mecklenburg en door haar huwelijk de koningin van Pruisen
- George van Mecklenburg-Strelitz (1779-1860), groothertog van Mecklenburg-Strelitz
- Heinrich Daniel Ruhmkorff (1803-1877), elektrotechnicus en uitvinder
- Augusta van Cambridge (1822-1916), prinses uit het Huis Hannover
- George Rosenthal (1828-1909), Joods-Duits-Nederlands bankier
- Ernst August II van Hannover (1845-1923), laatste kroonprins van Hannover
- Frank Wedekind (1864-1918), invloedrijk schrijver en dramaturg
- Willy Arend (1876-1964), wielrenner
- Otto Fritz Meyerhof (1884-1951), Duits-Amerikaans medicus, biochemicus en Nobelprijswinnaar (1922)
- Kurt Schwitters (1887-1948), belangrijk Dada-kunstenaar
- Erwin Panofsky (1892-1968), Duits-Amerikaans kunsthistoricus
- Hannah Arendt (1906-1975), Joods-Duits-Amerikaans filosofe
- Dieter Borsche (1909-1982), acteur
- Bernhard Baier (1912-2003), waterpolospeler
- Anne Buydens (1919-2021), Belgisch-Amerikaans actrice
- Rudolf Augstein (1923-2002), journalist
- Hans Blum (1928-2024), schlagerzanger, componist, tekstschrijver en muziekproducent
- Wyn Hoop (1936), zanger
- Renate Meyer (1938), atlete
- Alexander Kamianecky (1945), Duits-Braziliaans voetballer
- Pam Ferris (1948), Brits actrice
- Klaus Meine (1948), zanger en frontman van Scorpions
- Mathieu Carrière (1950), Duits-Frans acteur
- Vinicio Capossela (1965), Italiaans zanger en muzikant
- Sebastian Schipper (1968), acteur en filmregisseur
- Steve Lomas (1974), Noord-Iers voetballer
- Fabian Ernst (1979), voetballer
- Annalena Baerbock (1980), politica
- Per Mertesacker (1984), voetballer
- Julien Lücke (1985), voetballer
- Robert Schröder (1985), voetbalscheidsrechter
- Lena Meyer-Landrut (1991), zangeres
- Ricarda Walkling (1997), voetbalster
- Stina Johannes (2000), voetbalster
- Fabio Di Michele Sanchez (2003), Duits-Italiaans voetballer

### Overleden
- Andreas Crappius (1542-1623), componist
- Gottfried Wilhelm Leibniz (1646-1716), filosoof
- Alfred von Waldersee (1832-1904), Pruisisch militair

### Woonachtig (geweest)
- Wilhelm Busch (1832-1908), dichter en tekenaar
- Gerhard Schröder (1944), oud-bondskanselier
- Valeri Brainin (1948), Russisch-Duits musicoloog, componist en dichter

## Galerij

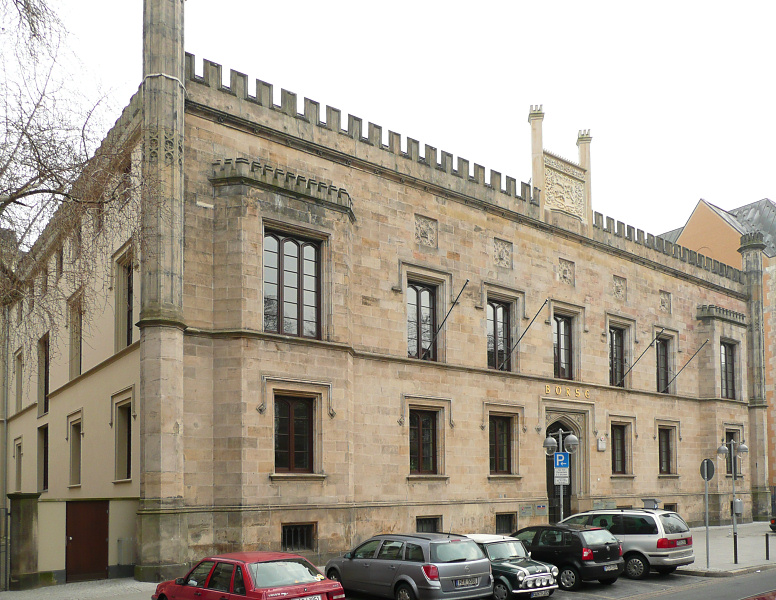
Hannover Börse
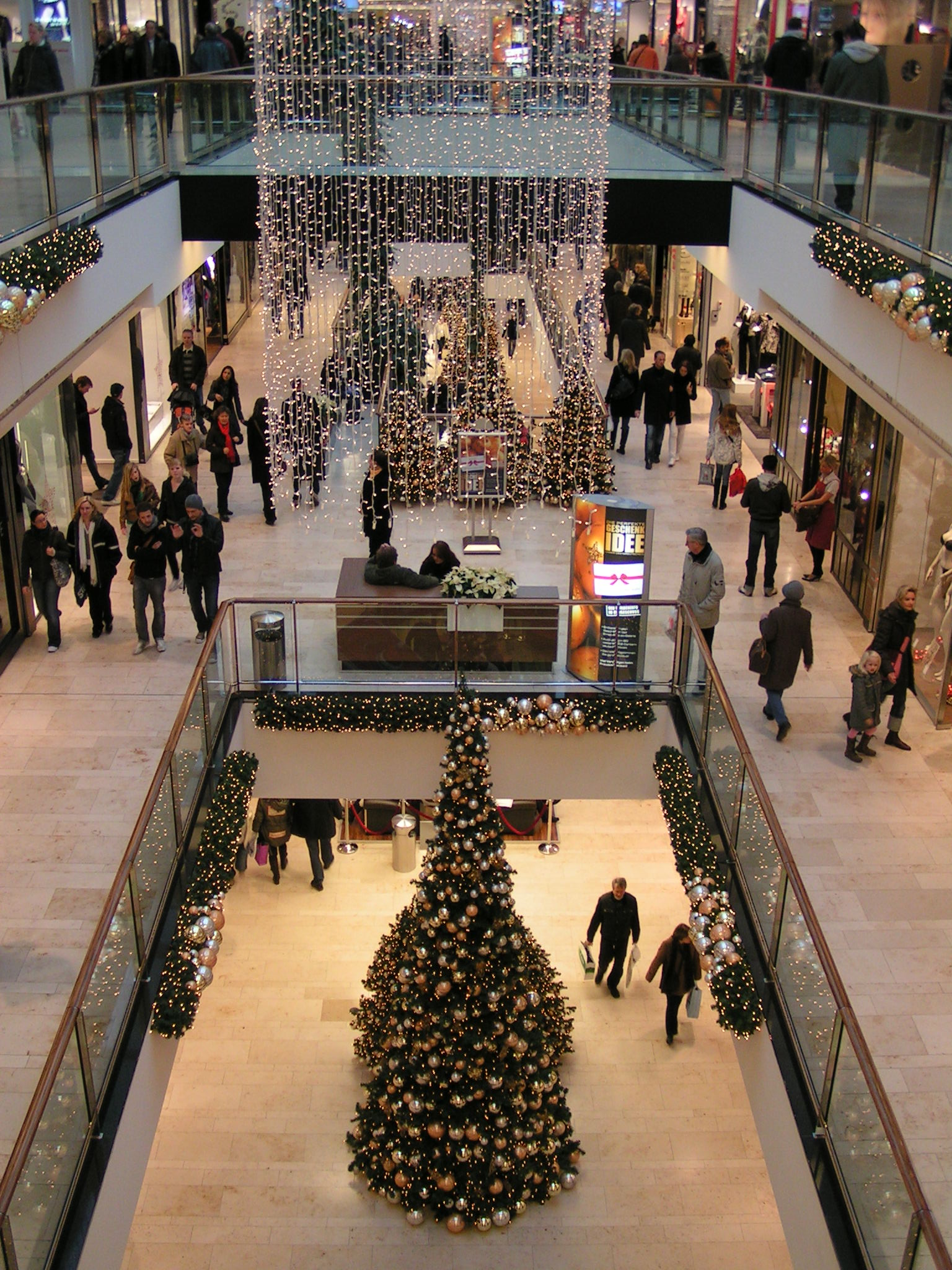
Ernst-August-Galerie
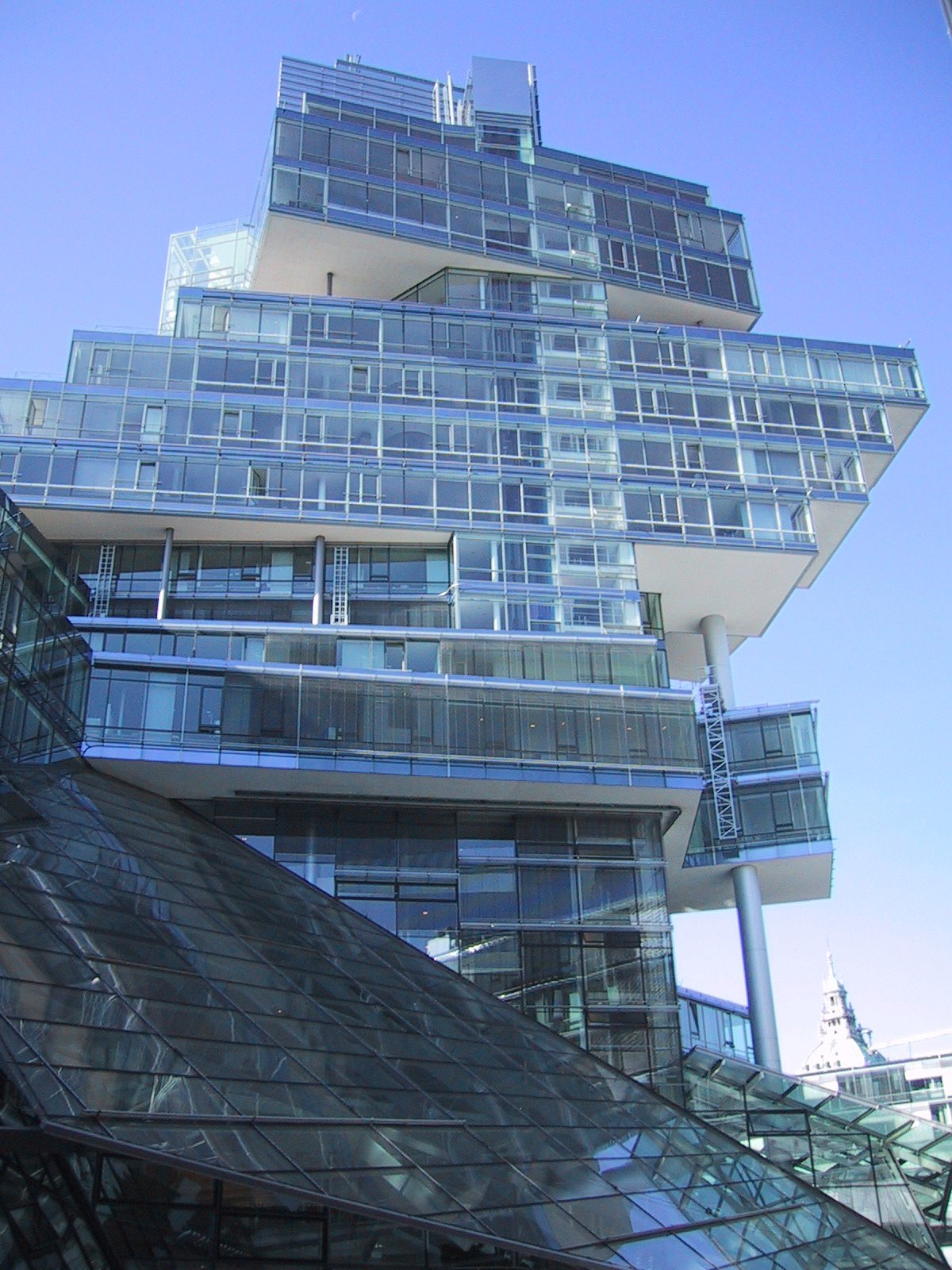
Norddeutsche Landesbank
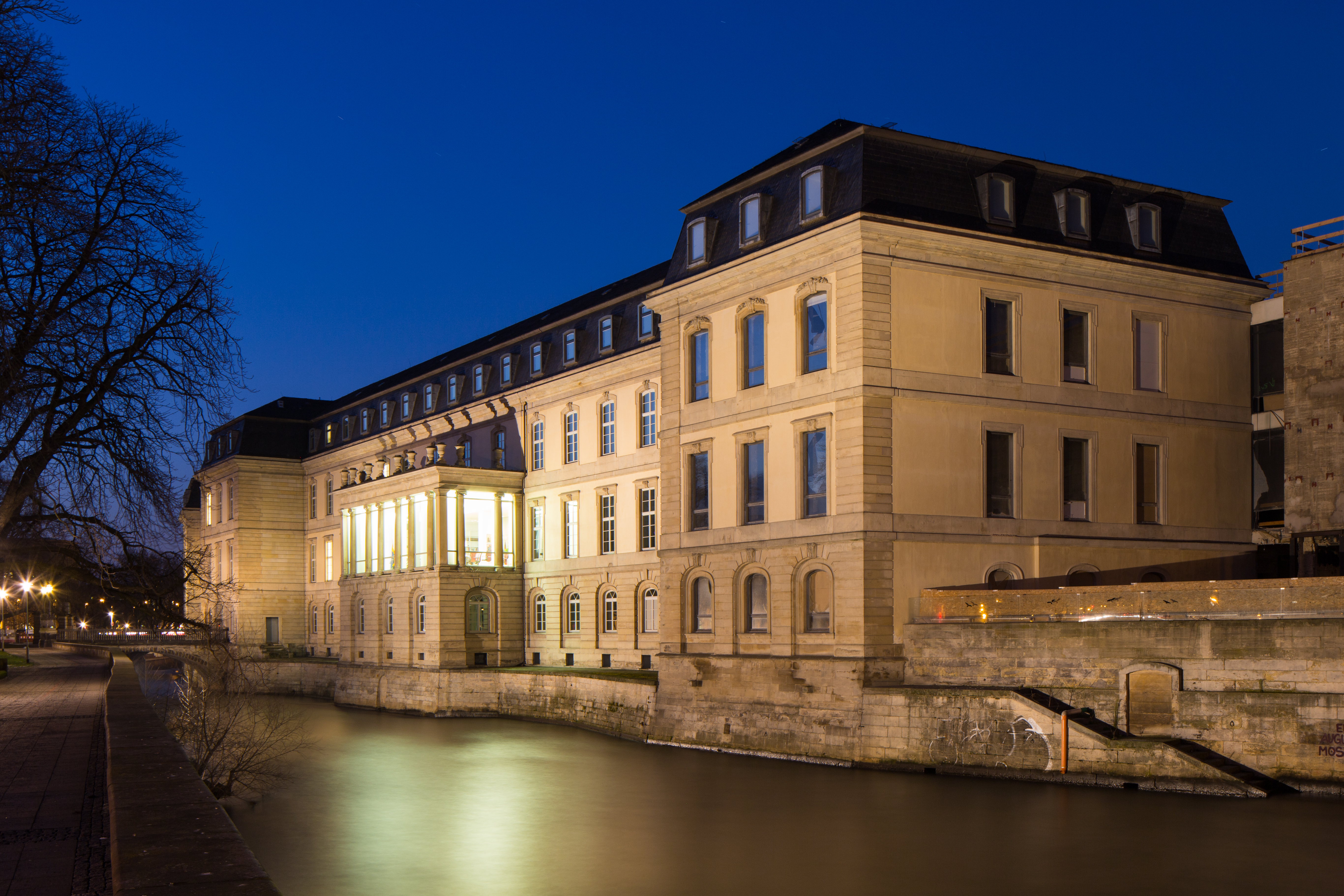
Landdag van Nedersaksen
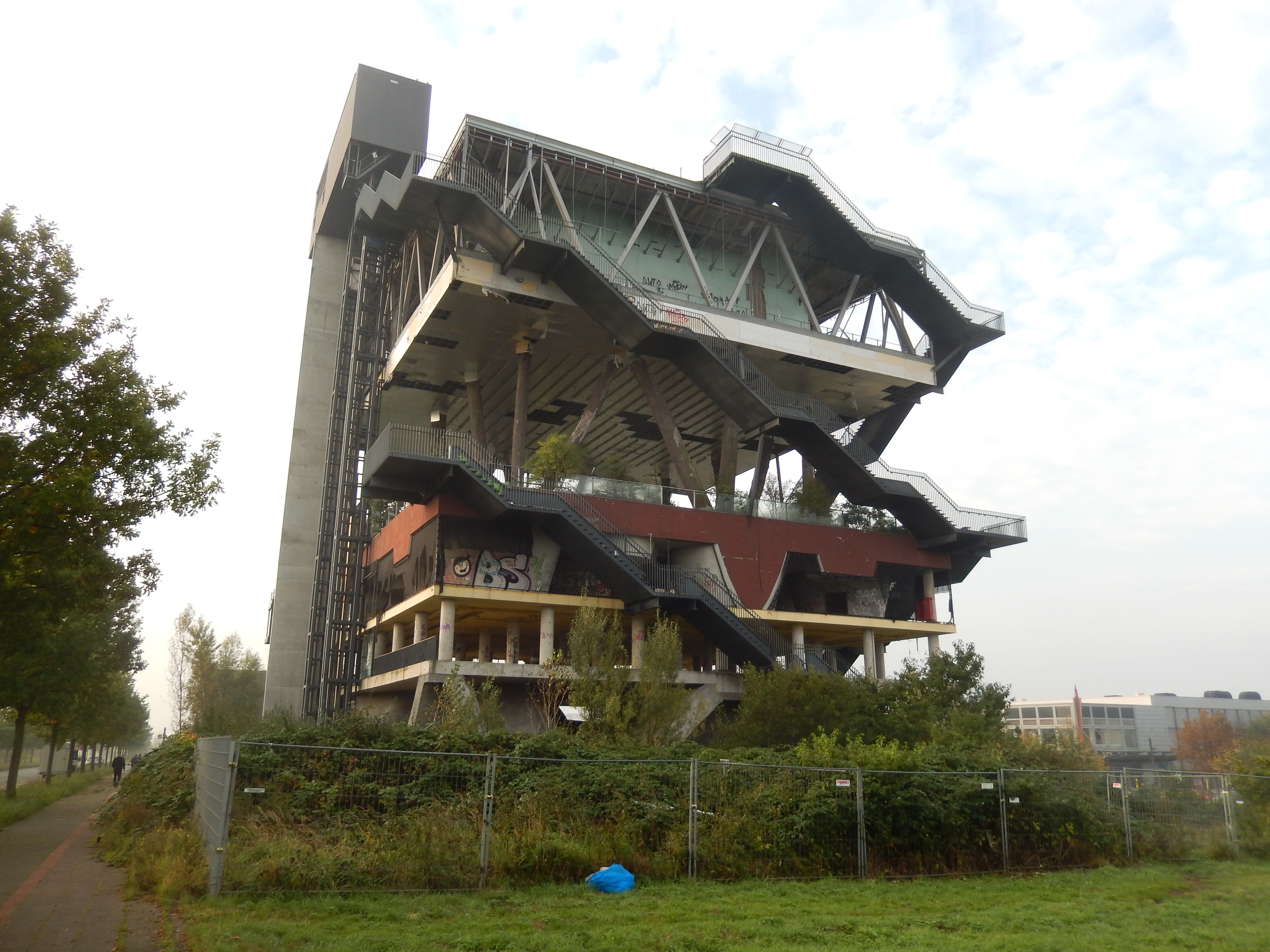
Nederlands paviljoen, een overblijfsel van Expo 2000